# جوزپه سانینو
جوزپه سانینو (انگلیسی: Giuseppe Sannino؛ زادهٔ ۳۰ آوریل ۱۹۵۷) بازیکن سابق و مربی فوتبال اهل ایتالیا است.
از باشگاه‌هایی که در آن بازی کرده‌است می‌توان به باشگاه فوتبال اسپتزیا، باشگاه فوتبال ویرتوس انتلا، و باشگاه فوتبال وارزه اشاره کرد.